# Isola Baker
L'isola Baker (in inglese Baker Island) è un atollo disabitato situato nell'Oceano Pacifico poco a nord dell'Equatore, circa 3100 km a sud-ovest di Honolulu, più o meno a metà strada tra le Hawaii e l'Australia.
L'isola più vicina è l'Isola Howland (anche essa disabitata) a circa 68 km a nord-ovest. Entrambe sono state rivendicate come Territori degli Stati Uniti d'America dal 1857, sebbene il Regno Unito le considerasse parte del Impero britannico tra il 1897 e il 1936.
L'isola ha una superficie di 2,1 km² con 4,8 km di costa. Il clima è equatoriale, con poche precipitazioni, vento costante e sole molto forte. Il terreno è basso e sabbioso: un'isola corallina circondata da una stretta Barriera di tipo marginale con punto più alto di 8 m sopra il Livello del mare.

## Geografia
L'isola Baker è amministrata dal Fish and Wildlife Service Statunitense.
Quest'isola è completamente disabitata. Ha una superficie di circa 2 km² ed è luogo di sosta (roosting) per una ventina di specie di uccelli marini.
L'isola è oggi una stazione naturalistica della NOAA (National Oceanic and Atmospheric Administration) che ne tiene in osservazione l'ecosistema. In particolare, la NOAA è interessata a seguire l'evoluzione delle formazioni coralline, le cui modificazioni nel tempo con le immagini IKONOS possono essere seguite fino a una profondità di 30 metri sotto il livello del mare.
Avendo un fuso orario corrispondente a UTC-12, l'isola è, insieme all'Isola Howland, l'ultimo posto al mondo in cui avviene ogni giorno il cambio di data, per cui ogni anno il capodanno ricorre per ultimo rispetto a qualsiasi altro posto sulla Terra.

## Storia
Scoperta nel 1832, fu presto occupata dagli Stati Uniti per lo sfruttamento dei depositi di guano (l'atto ufficiale è del 1856), esauriti dal 1890. Base navale statunitense dal 1934, nel 1942 fu evacuata a causa della minaccia militare dell'Impero giapponese; non fu però occupata e solo nell'agosto 1943 vi fu installata una base aerea. Con la fine del conflitto, è rimasta deserta e la pista aerea visibile sul lato meridionale dell'isola non è più utilizzabile.